# Anna Čičerova
Anna Vladimirovna Čičerova (in russo Анна Владимировна Чичерова?; Erevan, 22 luglio 1982) è un'altista russa, campionessa olimpica a Londra 2012 e campionessa mondiale a Taegu 2011.

## Biografia
Con lo scioglimento dell'Unione Sovietica, la sua famiglia lascia la nativa Armenia. Nel 1999, ai primi campionati del mondo allievi, a soli sedici anni, vince il titolo con 1,89 m.
Scontenta dopo la seconda medaglia di bronzo consecutiva ai mondiali di Berlino, si ritira dalle competizioni nel 2010 diventando madre. Ritorna alle competizioni il 12 luglio 2011, con 1,99 m. Il 22 luglio 2011 ai campionati nazionali russi, stabilisce il primato nazionale con 2,07 m che scalza l'italiana Antonietta Di Martino, che con 2,04 m era in vetta delle liste mondiali stagionali. Tale risultato costituisce anche la 3ª miglior prestazione in assoluto.
Il 3 settembre 2011 vince la medaglia d'oro ai Campionati del mondo di atletica leggera a Taegu con la misura di 2,03 m. L'11 agosto dell'anno successivo vince la medaglia d'oro ai Giochi olimpici di Londra saltando 2,05 m davanti alla statunitense Brigetta Barrett e alla connazionale Svetlana Shkolina. La settimana successiva vince la tappa di Stoccolma nella Diamond League.
Il 24 maggio 2016 l'agenzia mondiale antidoping, dopo aver riesaminato i campioni prelevati durante i Giochi della XXIX Olimpiade di Pechino nel 2008, comunica di aver riscontrato la sua positività. Ad ottobre 2016 il CIO stabilisce la revoca della medaglia di bronzo poiché nelle urine della campionessa russa sono state rilevate tracce di Turinabol, uno steroide. In seguito le verrà revocata anche la medaglia d'argento vinta ai mondiali di Berlino 2009.

## Record nazionali

### Seniores
- Salto in alto: 2,07 m ( Čeboksary, 22 luglio 2011)
- Salto in alto indoor: 2,06 m ( Arnstadt, 4 febbraio 2012)

## Progressione

### Salto in alto
| Stagione | Risultato | Luogo     | Data      | Rank. Mond. |
| -------- | --------- | --------- | --------- | ----------- |
| 2013     | 2,02 m    | Pechino   | 21-5-2013 | 3ª          |
| 2012     | 2,05 m    | Londra    | 11-8-2012 | 1ª          |
| 2011     | 2,07 m    | Čeboksary | 22-7-2011 | 1ª          |
| 2009     | 2,02 m    | Berlino   | 20-8-2009 | 3ª          |
| 2008     | 2,04 m    | Zagabria  | 9-9-2008  | 3ª          |
| 2007     | 2,03 m    | Osaka     | 2-9-2007  | 2ª          |
| 2006     | 1,95 m    | Göteborg  | 11-8-2006 | 9ª          |
| 2006     | 1,95 m    | Tula      | 16-7-2006 | 9ª          |
| 2006     | 1,95 m    | Tula      | 14-6-2006 | 9ª          |
| 2005     | 1,99 m    | Parigi    | 3-9-2005  | 4ª          |
| 2004     | 1,98 m    | Tula      | 1-8-2004  | 12ª         |
| 2003     | 2,00 m    | Mosca     | 27-7-2003 | 11ª         |
| 2003     | 2,00 m    | Mosca     | 15-7-2003 | 11ª         |
| 2002     | 1,89 m    | Čeboksary | 14-7-2002 | 51ª         |
| 2001     | 1,92 m    | Kazan'    | 27-6-2001 | 28ª         |
| 2000     | 1,90 m    | Krasnodar | 15-9-2000 | 58ª         |
| 1999     | 1,89 m    | Bydgoszcz | 17-7-1999 | 61ª         |
| 1998     | 1,80 m    | Rostov    | 30-5-1998 | 243ª        |

### Salto in alto indoor
| Stagione | Risultato | Luogo        | Data      | Rank. Mond. |
| -------- | --------- | ------------ | --------- | ----------- |
| 2012     | 2,06 m    | Arnstadt     | 4-2-2012  | 1ª          |
| 2008     | 1,98 m    | Bucarest     | 17-2-2008 | 8ª          |
| 2007     | 1,98 m    | Arnstadt     | 3-2-2007  | 5ª          |
| 2006     | 1,96 m    | Arnstadt     | 4-2-2006  | 9ª          |
| 2005     | 2,01 m    | Madrid       | 5-3-2005  | 1ª          |
| 2004     | 2,04 m    | Arnstadt     | 7-2-2004  | 1ª          |
| 2003     | 2,04 m    | Ekaterinburg | 7-1-2003  | 1º          |
| 2002     | 1,93 m    | Ekaterinburg | 7-1-2002  | 16ª         |
| 2001     | 1,92 m    | Mosca        | 27-1-2001 | 18ª         |
| 2000     | 1,82 m    | Mosca        | 14-1-2000 | 91ª         |
| 1999     | 1,85 m    | Šachty       | 16-1-1999 | 56ª         |

## Palmarès
| Anno | Manifestazione    | Sede        | Evento        | Risultato | Prestazione | Note                          |
| ---- | ----------------- | ----------- | ------------- | --------- | ----------- | ----------------------------- |
| 1999 | Mondiali allievi  | Bydgoszcz   | Salto in alto | Oro       | 1,89 m      |                               |
| 2000 | Mondiali juniores | Santiago    | Salto in alto | 4ª        | 1,85 m      |                               |
| 2001 | Europei juniores  | Grosseto    | Salto in alto | Argento   | 1,90 m      |                               |
| 2003 | Mondiali indoor   | Birmingham  | Salto in alto | Bronzo    | 1,99 m      |                               |
| 2003 | Mondiali          | Saint-Denis | Salto in alto | 6ª        | 1,95 m      |                               |
| 2004 | Mondiali indoor   | Budapest    | Salto in alto | Argento   | 2,00 m      |                               |
| 2004 | Giochi olimpici   | Atene       | Salto in alto | 6ª        | 1,96 m      |                               |
| 2005 | Europei indoor    | Madrid      | Salto in alto | Oro       | 2,01 m      |                               |
| 2005 | Mondiali          | Helsinki    | Salto in alto | 4ª        | 1,96 m      |                               |
| 2005 | Universiade       | Smirne      | Salto in alto | Oro       | 1,90 m      |                               |
| 2006 | Europei           | Göteborg    | Salto in alto | 7ª        | 1,95 m      |                               |
| 2007 | Europei indoor    | Birmingham  | Salto in alto | 5ª        | 1,92 m      |                               |
| 2007 | Mondiali          | Osaka       | Salto in alto | Argento   | 2,03 m      | Miglior prestazione personale |
| 2008 | Giochi olimpici   | Pechino     | Salto in alto | dq        | dq          | [ 7 ] [ 5 ]                   |
| 2009 | Mondiali          | Berlino     | Salto in alto | dq        | dq          | [ 7 ]                         |
| 2011 | Mondiali          | Taegu       | Salto in alto | Oro       | 2,03 m      |                               |
| 2012 | Mondiali indoor   | Istanbul    | Salto in alto | Argento   | 1,95 m      |                               |
| 2012 | Giochi olimpici   | Londra      | Salto in alto | Oro       | 2,05 m      |                               |
| 2013 | Mondiali          | Mosca       | Salto in alto | Argento   | 1,97 m      |                               |
| 2015 | Mondiali          | Pechino     | Salto in alto | Bronzo    | 2,01 m      |                               |

## Altre competizioni internazionali
2003
- 8ª alla World Athletics Final ( Monaco), salto in alto - 1,83 m

2004
- 7ª alla World Athletics Final ( Monaco), salto in alto - 1,92 m

2005
- 7ª alla World Athletics Final ( Monaco), salto in alto - 1,89 m

2006
- Coppa Europa di atletica leggera ( Malaga)
- 6ª alla World Athletics Final ( Stoccarda), salto in alto - 1,90 m

2007
- Bronzo alla World Athletics Final ( Stoccarda), salto in alto - 1,97 m

2008
- dq  Argento alla World Athletics Final ( Stoccarda), salto in alto - 1,99 m (Revocato per doping)

2009
- dq  Argento alla World Athletics Final ( Salonicco), salto in alto - 2,00 m  (Revocato per doping)